# Równanie funkcyjne d’Alemberta
Równanie funkcyjne d’Alemberta – równanie funkcyjne postaci {\displaystyle f(x+y)+f(x-y)=2f(x)f(y).} Jedynymi ciągłymi rozwiązaniami równania d’Alemberta wśród funkcji {\displaystyle f\colon \mathbb {R} \to \mathbb {R} } są:
- funkcja cosinus {\displaystyle f(x)=\cos ax,} {\displaystyle a\geqslant 0,}
- funkcja cosinus hiperboliczny {\displaystyle f(x)=\cosh ax,} {\displaystyle a>0,}
- funkcje stałe {\displaystyle f(x)=0} oraz {\displaystyle f(x)=1.}